# Brampton (Carlisle)
Brampton es una pequeña ciudad comercial y una parroquia civil en el distrito de Carlisle, en el condado de Cumbria, Inglaterra. 
Se encuentra a unos 14 km al este de Carlisle, 3 km al sur del muro de Adriano. Está situada cerca de la carretera A69 que la circunvala. La estación de ferrocarril de Brampton, situada a 1 km de la ciudad, se encuentra en la línea de trenes entre Newcastle y Carlisle.
La iglesia de St.Martin es famosa por ser la única diseñada por el arquitecto prerrafaelista Philip Webb, y contiene uno de los conjuntos más exquisitos de vidrieras diseñadas por Sir Edward Burne-Jones, y ejecutadas en el estudio de William Morris.

## Historia
La ciudad fue fundada en el siglo VII d. C.
Durante el levantamiento jacobita de 1745, el príncipe Carlos (futuro Carlos III de Inglaterra y Escocia) pasó la noche en la ciudad, hecho señalado en una placa en el muro del edificio (una zapatería) que entonces ocupaba el lugar. El monumento dedicado al Capon Tree, fuera del centro de la ciudad, fue la escena del ahorcamiento en 1746 de seis partidarios del príncipe Carlos. 
En 1817 el conde de Carlisle, construyó el octogonal Moot Hall, que se encuentra en el centro de Brampton, y alberga la oficina de turismo. Sustituyó a un edificio de 1648 que una vez fue utilizado por Oliver Cromwell para encarcelar prisioneros.
En 1901 tenía una población de 2494 habitantes. La mayor parte de Brampton consiste en edificios históricos construidos con la piedra arenisca roja local. El resto fue construido algo más tarde, con cemento.

## Educación
El instituto de educación secundaria de Brampton es el William Howard School (página web del instituto). La directora de la escuela es Lorrayne Hughes. La escuela se llamó Irthing Valley School hasta 1980 cuando fue anexionada con la Brampton’s White House School y pasó a controlar una mayor área, recibiendo alumnos incluso de Alston y Penrith, localidades algo alejadas.
La White House School fue convertida en apartamentos y su patio está ahora ocupado por casa.
La escuela de educación primaria de la ciudad fue formada por la fusión de las escuelas preescolar y de primaria el 1 de septiembre de 2008 bajo el nombre de Brampton Primary School (página web de la escuela). Geof Walker es su director.

## Cultura
El William Howard School es la sede del Brampton live cada verano, un festival musical en expansión que, desde su primera edición en 1995, se ha convertido en el festival más grande de música folk y de raíces del norte de Inglaterra. Grandes artistas en ediciones anteriores incluyen: the Levellers, the Waterboys, Egudo Embako, Richard Thompson, Suzanne Vega, Loudan Wainwright III, Altan, Tommy Emmanuel, Seth Lakeman y muchos otros. Su contribución a la economía de Brampton durante los tres días de duración es indudable, y sigue siendo un evento importante del calendario musical en el norte.

## Enlaces relacionados
- en Bramptonlocal.co.uk Brampton Local- últimas noticias, deporte e información de la comunidad de Brampton (inglés)
- en Visitcumbria.com Visit Cumbria Página web sobre todo aquello que ver y hacer en Brampton y alrededores (inglés)

- Datos: Q2491525
- Multimedia: Brampton, Carlisle / Q2491525